# Реджинальд Мітчелл
Реджинальд Джозеф Мітчелл (англ. Reginald Joseph Mitchell; 20 травня 1895, Кідсгроув, графство Стаффордшир — 11 червня 1937, Портсвуд, Саутгемптон) — британський авіаконструктор.

## Біографія
Залишивши школу в 16-літньому віці, найнявся учнем в локомотивобудівельну фірму Kerr, Stuart & Co. в місті Сток-он-Трент, потім працював в тій самій фірмі креслярем, одночасно вивчаючи математику та механіку у вечірній школі. В 1917 році отримав роботу в авіабудівельній фірмі Supermarine Aviation Works і вже в 1919 році був призначений її головним конструктором, в 1920 році головним інженером і, нарешті, в 1927 році технічним директором, не маючи при цьому вищої освіти. В 1920—1936 роках Мітчелл розробив 24 моделі літаків, включаючи знаменитий Supermarine Spitfire. На початку 1937 року Мітчелл вийшов у відставку у зв'язку із прогресуючим раком, однак до останніх днів продовжував спостерігати за тестуванням нових моделей.
В 1942 році про життя Мітчелла було знято фільм «Перший серед небагатьох» (англ. The First of the Few), режисером та виконавцем ролі Мітчелла був Леслі Говард. Дві біографічні книги про Мітчелла написав його син Гордон Мітчелл.